# Чайковски (град)
Вижте пояснителната страница за други значения на Чайковски.
Чайковски (на руски: Чайковский) е град, административен център на Чайковски район, Пермски край.
Населението му към 1 януари 2018 година се състои от 83 077 души.